# Битва при Ладе (201 до н. э.)
Битва при Ладе (201 до н. э.) — морское сражение в ходе Критской войны между македонским и родосским флотами. Битва произошла возле побережья Малой Азии у острова Ладе, рядом с Милетом. Сражение окончилось сокрушительным поражением родосцев и могло бы привести к выходу Родоса из войны, но вмешательство римлян в 200 году до н. э. спасло родосцев от катастрофы.